# الوهم (مسلسل)
الوهم مسلسل سعودي درامي. عُرض على التلفزيون السعودي عام 1997. بطولة محمد العلي، وأسمهان توفيق، وزينب العسكري، ومحمد العيسى، وفايز المالكي وغيرهم.

## القصة
تدور أحداث المسلسل عن قضايا تجار المخدرات ومدمنيه.
تٌسيطر موضي على حياة زوجها مسعود، وتفرض سلطتها على كل من حولها ويقترح مسعود على ابنه سالم الزواج، ولكن سالم يخبره برغبته في إتمام دراسة الدكتوراه، وتستاء زوجة والده موضي من ذلك، وخاصة أن ابنتها لم تحصل على الدكتوراه، وتظل منى حزينة لعدم قدرتها على الإنجاب يخبر بدر زوجته بعمله في مجال العقارات، وتحرض موضي ابنتها منى على ترك منزل زوجها، ويصل فرانك إلى مطار الرياض ومعه شحنة المخدرات، ويهربها بالجاكيت. تمرض أم محمد وتنقل إلى المستشفى، وتطلب زوجة أبو سليمان منه كتابة أملاكه باسم مولودها القادم، ويلوم سالم على سليمان إدمانه للمخدرات ويحذره من ضياع مستقبله، ويعمل مسعود مع فرانك دون اكتشافه علاقته بتجارة المخدرات، تحاول ألطاف إقناع منى بالعودة إلى زوجها محمد ولكن أمها ترفض، ويقترض سليمان من سالم بعض الأموال لشراء المخدرات، ويحاول فرانك إقناع مسعود بعمل توكيل له لاستيراد مستلزمات العمل مستغلًا ذلك حتى يجلب المخدرات إلى البلد. تحرض موضي ابنتها على طلب الطلاق من محمد والزواج من ابن خالتها، ويتوفى سليمان إثر حادث أليم، ويكتشف والده إدمانه للمخدرات. يتزوج مسعود من أخرى دون علم موضي، وتظل الشرطة تبحث عن سالم للتحقيق في مقتل سليمان ومعرفة الأشخاص الذين يروجون المخدرات. ينقل محمد إلى منطقة الرياض ويودع والديه، وينصح مسعود ابنته بالعودة إلى زوجها محمد، وتصر موضي على ترك سالم منزلها، ويتمكن فرانك من إنشاء علاقة صداقة بسالم حتى يستغله في ترويج المخدرات. يتولى محمد عمله الجديد في إدارة المخدرات، ويكتشف وجود علاقة بين مسعود وفرانك، وتخبر منى والدها بذلك حتى يحطاط للأمر. يتشاجر فرانك مع تاجر المخدرات عثمان ويخبره بمراقبة الشرطة له، ويحقق محمد مع مسعود ويخبره بأن عثمان يتاجر في المخدرات. يحقق محمد في القضية ويكتشف سفر عثمان خارج البلاد، وتفقد منى جنينها الأول، ويعود سالم من السفر ويستقبله فرانك بعد أن تأكد من عدم قبض الشرطة عليه. تقبض الشرطة على مسعود ويبدأ التحقيق معه، ويتهم بالإتجار في المخدرات، ويخبره العقيد عن علاقته بفرانك ومشتاق، وتكتشف موضي زواج مسعود من أخرى. يكتشف بدر أن الساعي يدعى له مخدرات في المشروبات بالمكتب، ويقع حادث لابنه في الشارع، ويفرج العقيد عن مسعود، حتى يتمكن من الإيقاع بباقي العصابة. تطلب موضي من مسعود أن يغفر لها وتعده بمعاملة سالم أفضل معاملة، ويتفق محمد مع سالم على سرعة الإيقاع بفرانك وأعوانه. تتمكن الشرطة من الإيقاع بفرانك متلبسًا، بعد تعاون سالم مع محمد، وتبرأ ساحة مسعود.

## بطولة
- محمد العلي
- اسمهان توفيق
- محمد العيسى
- زينب العسكري
- علي السبع
- لطيفة المجرن
- خالد الرفاعي
- عبد العزيز الفريحي
- فايز المالكي
- محمد بخش
- يوسف الجراح
- عبد الرحمن الخطيب
- عبد العزيز الحماد
- عمر الجاسر
- عوض عبدالله
- فهد غزولي
- عبد الله السناني
- هلال البلوي
- ألان زغبي
- فيصل العيسى
- نايف المالكي
- عبد الكريم القحطاني
- محمد عبد الرحمن العيسى
- طاهر بخش
- شادية عبد الحميد
- غرام
- نهله نصر الدين
- مها عز الدين
- وعد تفوح

## روابط خارجية
- الوهم على موقع قاعدة بيانات الأفلام العربية